# Tonino Guerra
Antonio Guerra, conegut com a Tonino Guerra (Santarcangelo di Romagna, Itàlia, 16 de març de 1920 - 21 de març de 2012) va ser poeta, escriptor i guionista. És autor de nombrosos guions de cinema que van convertir en pel·lícula alguns directors de cinema tan rellevants com Federico Fellini, Michelangelo Antonioni, Theo Angelópulos o Andrei Tarkovski.

## Biografia
Durant la Segona Guerra Mundial va ser mestre d'escola primària. El 1943 va ser capturat i deportat a un camp de concentració a la ciutat de Troisdorf. Després de ser alliberat el 1946 es va graduar com a pedagog de la Universitat d'Urbino.
El 1952 s'instal·la a Roma, on comença la seva activitat com a guionista. En el transcurs de la seva carrera, Guerra va col·laborar amb directors com Federico Fellini, Michelangelo Antonioni, Francesco Rosi, Vittorio De Sica, Damiano Damiani, Mauro Bolognini, Mario Monicelli, Franco Giraldi, Alberto Lattuada, Paolo i Vittorio Taviani, Marco Bellocchio, J.M Sánchez, Theo Angelopoulos o Andréi Tarkovski. El 1967 el guió de Blowup, dirigida per Antonioni, li va valer una nominació als Premis Oscar. Amb aquest director, Guerra ja havia treballat en cintes com L'aventura, La nit, L'eclipsi i El desert vermell. Els anys 1970 i 1980 va realitzar amb Fellini clàssics com Amarcord, I la nau va i Ginger i Fred.
Entre els reconeixements que va rebre durant la seva carrera es troben els premis De Sica i un Oscar Europeu del Cinema, atorgat per l'Acadèmia de Cinema Europeu el 2002.
Va morir el 21 de març de 2012 amb 92 anys.

## Obra literària
Va iniciar la seva trajectòria literària el 1952, quan va publicar el conte (novella) La Storia di Fortunato (La història de Fortunato). Guerra fou autor de prosa i de poesia, tant en italià com en romanyol, llengua aquesta darrera que començà a emprar literàriament quan era als camps de concentració d'Alemanya, a fi de donar ànims als companys que eren amb ell.
Entre la seva literatura en romanyol hi destaquen I bu. Poesie romagnole (1972), A m'arcord (1973) i E'mél (1981). A aquesta darrera li fou concedit el premi Biella, i ha estat traduïda al català per Lucia Petrelli i Pau Vadell (2018).
Forma part del grup de poetes "E circal de giudizei" (El cercle de la saviesa) al costat de Raffaello Baldini i Nino Pedretti.

## Filmografia
- Piece of the Sky (1959)
- L'avventura (1960)
- La notte (1961)
- The Assassin (1961)
- L'eclisse (1962)
- The Red Desert (1964)
- Blow Up (1966)
- Catch As Catch Can (1967)
- Ghosts - Italian Style (1968)
- In Search of Gregory (1969)
- A Quiet Place in the Country (1969)
- The Voyeur (1970)
- Zabriskie Point (1970)
- Il caso Mattei (1972)
- Lucky Luciano (1973)
- Amarcord (1973)
- Illustrious Corpses (1976)
- Caro Michele (1976)
- The Night of the Shooting Stars (1981)
- Identification of a Woman (1982)
- Voyage in Time (1983)
- Nostalghia (1983)
- E la nave va (1983)
- Henry IV (1984)
- Voyage to Cythera (1984)
- Ginger and Fred (1985)
- The Beekeeper (1986)
- Crònica d'una mort anunciada (Cronaca di una morte annunciata)(1987)
- Landscape in the Mist (1988)
- Burro (1989)
- Dimenticare Palermo (1989)
- The Sun Also Shines at Night (1990)
- The Suspended Step of the Stork (1991)
- Ulysses' Gaze (1995)
- Al di là delle nuvole (1995)
- Mia aioniotita kai mia mera (1998)
- Tierra del fuego (2000)
- Eros (2004)
- Trilogia I: To Livadi pu dakrizi (2004)

## Premis i nominacions

### Premis
- 1984: Premi al millor guió del Festival de Canes per Taxidi sta Kythira

### Nominacions
- 1966: Oscar al millor guió original per Casanova 70
- 1967: Oscar al millor guió original per Blow Up
- 1976: Oscar al millor guió original per Amarcord